# Medical Science Monitor
Medical Science Monitor es una revista médica general revisada por pares. Se estableció en 1995 en Polonia y ha sido publicada por International Scientific Information con sede en Melville, Nueva York, EE. UU. Desde 2002 se publicó tanto en formato impreso como en línea hasta 2012, momento en el que la revista pasó a ser solo en línea. El editor en jefe es Richard M. Kream. Según Journal Citation Reports, la revista tiene un factor de impacto en 2019 de 1.918. Medical Science Monitor está indexado en JCR Clarivate, PubMed, PubMed PMC, EMBASE y Scopus, que proporcionan resúmenes e indexación para publicaciones en revistas médicas establecidas.